# Roberto José Carmona
Roberto José Carmona (Ciudad de Buenos Aires, 15 de enero de 1962), conocido como La Hiena Humana, es un asesino en serie argentino conocido por haber asesinado en 1986 a la joven Gabriela Ceppi. Una vez apresado, mató a otros dos reclusos, y en 2022 a un taxista durante un intento de fuga.
Es considerado uno de los asesinos más peligrosos de la historia criminal del país. En la actualidad se trata del segundo detenido que mayor tiempo de reclusión recibió en la Argentina, solo por debajo de Carlos Robledo Puch.

## Biografía

### Infancia
Roberto José Carmona, nacido en la Ciudad Autónoma de Buenos Aires el 15 de enero de 1962, fue hijo de una madre soltera, Magdalena Bonet, quien al no contar con los recursos necesarios para mantenerlo decidió dejarlo en el hogar Villa Elisa, de La Plata. Según contó el propio Carmona, en aquel lugar sufrió abandono y abusos por parte de los demás chicos y autoridades, quienes lo golpeaban constantemente y dejaban sin comer. Fue trasladado de aquel hogar a un convento, donde también aseguró haber sufrido abusos físicos.
Cuando tenía 7 años su mamá lo recogió para viviera con ella. No obstante, su madre se ausentaba durante gran parte del día, lo que le causó gran rencor a Carmona. Durante su juventud, víctima del abandono, empezó a consumir drogas como marihuana y pastillas. A los 10 años cometió su primer robo, cuando abrió un auto de policía y robo un arma calibre 45.
Carmona fue trasladado a varios institutos de menores durante su adolescencia. Siendo mayor fue apresado en múltiples ocasiones por robo, pasando por las cárceles de Olmos, Sierra Chica, San Nicolás, La Plata y Junín. En 1982 fue condenado a 10 años de prisión por robo calificado, privación de la libertad y drogas, pero fue liberado en 1986, días antes de cometer su primer asesinato.

### Asesinatos

#### Gabriela Ceppi
Durante la noche del 14 de enero de 1986, Carmona conducía su Ford Taunus por Villa Carlos Paz cuando divisó a un lado de la ruta 20 a tres jóvenes. Se trataban de Gabriela Ceppi, de 16 años, y sus amigos, Guillermo Elena y Alejandro del Campillo, quienes venían de bailar y cuyo auto había pinchado un neumático. Carmona se detuvo para ayudarlos. Una vez cambiaron el neumático pinchado, les apuntó con una pistola y les robó las pertenencias. Una vez completado el robo decidió fugarse tomando a Gabriela como rehén, a quien obligó a subirse a su auto. Tras viajar varios kilómetros con la chica como rehén, ingresó en un camino de tierra y la violó.
Siguió camino con Gabriela hasta Toledo, y allí decidió volver a abusarla. Una vez hecho esto, la obligó a bajarse del auto y la asesinó de un disparo en la cabeza. Una vez cometido el asesinato, condujo con dirección a Villa María, donde recogió a Norberto Ortiz y Sergio Pieroni, dos jóvenes que hacían autoestop, a quienes les dijo que era un cabo del ejército y los obligó a robar con él.
Tras la denuncia de la desaparición de Gabriela, Carmona fue apresado el 11 de febrero de 1986 en General Pacheco luego de haber secuestrado a un taxista y a una familia para robarles. Fue condenado en agosto de 1986 por la Cámara 5.ª del Crimen de la ciudad de Córdoba a la pena de reclusión perpetua por asesinato, robos calificados reiterados y privación ilegítima de la libertad calificada.

#### Asesinatos en la cárcel
Carmona fue trasladado a la cárcel de San Martín en Córdoba. En 1988 apuñaló al recluso Martín Castro después de que, según sus palabras, no le "prestara a su mujer para tener sexo". Castro no murió, pero horas más tarde, mientras dormía, Carmona le arrojó caramelo hirviendo en la cara, desfigurándolo.
En 1994 asesinó a Héctor Vicente Bolea, un preso "líder", después de que su grupo de amigos intentara lincharlo por una pelea que tuvieron. Lo apuñaló con un objeto que nunca fue encontrado. Por este hecho fue condenado a 16 años.
Tras el asesinato de Bolea, el sistema penitenciario decidió trasladarlo a la Prisión Regional de Chaco, donde volvió a tener mal comportamiento, siendo más tarde movido a la prisión de máxima seguridad de Resistencia. En 1997 asesinó a Demetrio Pérez Araujo, clavándole en el pecho un palo de escoba. Por este hecho y muchos otros fue condenado a una segunda cadena perpetua con la accesoria de reclusión por tiempo indeterminado.

## Reclusión
No tengo miedo de ir al infierno porque sé que todos mis amigos están ahí.
Roberto José Carmona.

En 2011, tras varios peritajes psicológicos, fue declarado psicópata. Según se constató, Roberto José Carmona es incapaz de sentir empatía ante el sufrimiento ajeno y busca matar por simple placer.
Tras ser recluido por el asesinato de Gabriela Ceppi, Carmona empezó a recibir cartas de amor de varias mujeres y fue visitado repetidamente por "enamoradas". Finalmente se casó en prisión con una de sus "admiradoras".
En 2014 fue beneficiado por la justicia con salidas transitorias para poder visitar a su pareja, quien vive en Córdoba. Se le dio permiso de salir tres días cada cuatro meses, esto debido a que su pareja sufre una artrosis deformante que le impide moverse y además tiene un hijo cuadripléjico.
En octubre de 2021 se cosió la boca dentro del Complejo Penitenciario II de Sáenz Peña ante la negativa de las autoridades de darle un celular para comunicarse con sus familiares.

### Intento de fuga y cuarto asesinato
El 13 de diciembre de 2022, Carmona se fugó de la casa de su pareja aprovechando la distracción de los policías y vecinos, quienes se encontraban viendo el partido de semifinales entre Argentina y Croacia por la Copa Mundial de Fútbol.
Según se pudo reconstruir, a las 16:15, en pleno primer tiempo del partido, les dijo a los seis guardiacárceles que lo custodiaban que necesitaba ir al baño. Una vez fuera del domicilio, paró al taxista Javier Bocalón y lo mató apuñalándolo cinco veces en el cuello, cuatro en pecho y dos en la pierna izquierda, tras lo cual lo colocó en el asiento del acompañante y empezó a conducir hacia un destino desconocido. A las 16.30, tras haber conducido 20 cuadras, Carmona perdió el control del taxi, el cual se estrelló en la esquina de las calles Santa Ana y Félix Paz.
Tras abandonar el auto estrellado, caminó hasta un supermercado, donde asaltó a una pareja y les robó su vehículo. Condujo unos 11 kilómetros hasta que decidió dejar el auto abandonado por razones que se desconocen. Luego se dirigió a la Clínica Vélez Sársfield, donde intentó robarle el auto a una mujer que se encontraba con su madre, pero se resistió y Carmona le causó heridas en sus manos con el cuchillo que llevaba, pero no logró su cometido. Finalmente, a las 18:15, fue apresado tras un despliegue a gran escala de las autoridades. Cuando se le preguntó porqué había querido escapar, Carmona respondió: "No sé, me pintó el violento".
Tras ser apresado fue trasladado al Penal de Cruz del Eje e imputado por evasión, homicidio calificado criminis causae y robo calificado.
Los seis guardiacárceles que debían custodiarlo mientras se encontraba en la casa de su pareja también fueron detenidos y se los investigó por posible complicidad. Finalmente se los liberó por falta de pruebas.

### Última condena
El 13 de mayo de 2024 inició el juicio por el asesinato de Javier Bocalón. Por su peligrosidad, Carmona fue juzgado mientras se mantenía dentro de una cabina de vidrio, un hecho insólito en el sistema judicial, ya que dicha peculiaridad solo había sido usada anteriormente cuando se juzgaban bandas criminales.
Mientras se le hacían preguntas, Carmona respondía de forma indiferente y con ironías, siendo especialmente gráfico a la hora de describir cómo había realizado el crimen. Cuando se le preguntó si se arrepentía de asesinar, respondió de forma negativa.
El 17 de mayo fue condenado a cadena perpetua.

## Encarcelamiento
En 2011, después de someterse a varias evaluaciones psiquiátricas, Carmona fue diagnosticado como psicópata. Los psiquiatras señalan en los informes que Carmona  era incapaz de sentir empatía por el sufrimiento de los demás y buscaba matar por simple placer.
Luego de ser encarcelado por el asesinato de Gabriela Ceppi, Carmona comenzó a recibir cartas de amor de varias mujeres y lo visitaban varias amantes. Con una de las cuales finalmente se casó en una ceremonia en prisión.
En 2014 se le otorgó una licencia temporal para visitar a su pareja, que residía en Córdoba. Este permiso le permitía salir de prisión durante tres días cada cuatro meses para asistir a su pareja, que padecía de una artrosis que le impedía moverse, y a un hijo tetrapléjico que necesitaba cuidados médicos.
En octubre de 2021, dentro del Complejo Penitenciario II de Sáenz Peña, Carmona se cosió la boca tras serle negado por las autoridades la posesión de un teléfono celular para comunicarse con su familia.

### Fuga y cuarto asesinato
Al año siguiente, el 13 de diciembre de 2022, Carmona consiguió escapar de la casa de su pareja, ya que tanto la policía como los vecinos estaban distraídos viendo el partido de semifinales del Mundial de la FIFA  entre Croacia y Argentina.
Una cronología que se realizó sobre los hechos concluyó que a las 16:15 horas, durante el primer tiempo del partido, Carmona les dijo a los seis guardias del penal que necesitaba usar el baño. Así, salió de la casa y, una vez fuera, detuvo al taxista Javier Bocalón y le dio once puñaladas: cinco en el cuello, cuatro en el pecho y dos en la pierna izquierda, lo que lo mató en el acto. Luego, Carmona acomodó el cuerpo en el asiento del pasajero y comenzó a conducir hacia un destino desconocido. Quince minutos después, Carmona perdió el control del vehículo y se estrelló en la esquina de las calles Santa Ana y Félix Paz.
Luego de abandonar el coche accidentado, entró en un supermercado y agredió a una pareja al azar para robarles el vehículo. Luego, condujo durante 11 kilómetros hasta que, por motivos que se desconocen, abandonó el vehículo. Entonces, Carmona acudió a la Clínica Vélez Sársfield, donde intentó robar otro coche a una mujer y su madre, pero como la mujer se resistió, Carmona sacó un cuchillo y la hirió en las manos.  Finalmente, a las 18.15 horas, lo detuvieron tras una intensa persecución. Cuando se lo interrogó y se lo presionó para que explicara el motivo de su fuga, Carmona respondió: "No sé, me pintaron como el violento".
Entonces, se lo internó en el penal de Cruz del Eje. Carmona recibió una tercera cadena perpetua por el asesinato de Javier Bocalón el 17 de mayo de 2024.
Los seis guardias de la prisión que debían vigilarlo también fueron arrestados y actualmente están bajo investigación por complicidad.